# Ode for the Birthday of Queen Anne
De Ode for the Birthday of Queen Anne is een compositie van de Duits-Britse componist Georg Friedrich Händel (HWV 74). Het muziekstuk werd, zoals al uit de titel blijkt getoonzet voor koningin Anna, de dochter van Jacobus II, en de troonopvolgster van koning-stadhouder Willem III en diens vrouw, en Anna's zuster Maria II. Het stuk staat in een rijke traditie van muzikaal huldebetoon aan de Engelse vorsten, waarvan de Birthday Odes for Queen Mary, van Händels voornaamste inspirator Henry Purcell wellicht de bekendste zijn.

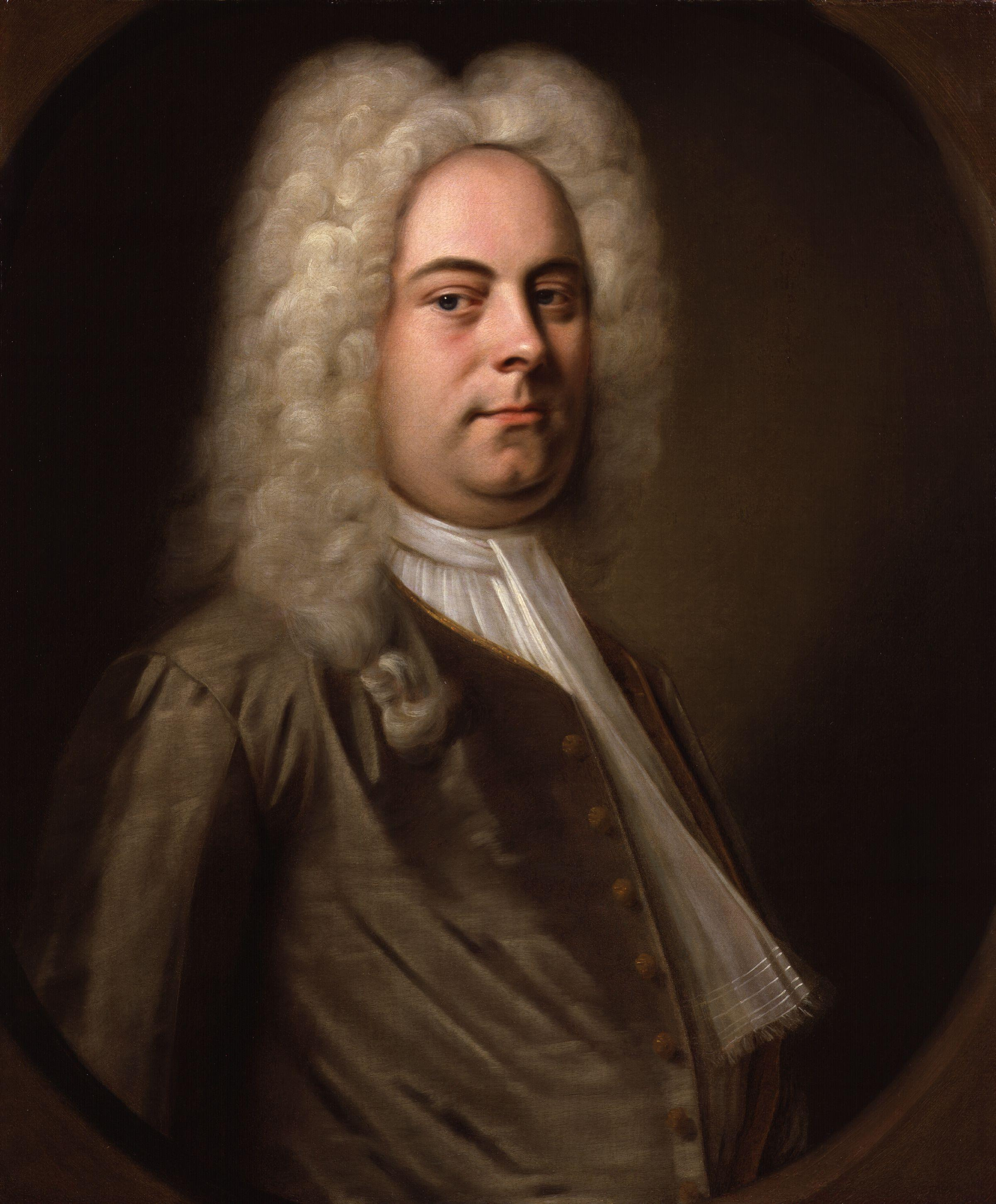
Händel

Het werk heeft als ondertitel Ode aan de Vrede en werd door Händel gecomponeerd, kort nadat hij zich in 1712 metterwoon in Engeland had gevestigd en in dienst getreden was van het Britse hof. De tekst van de ode is van de hand van Ambrose Philips (1674-1749) en refereert voornamelijk aan de Vrede van Utrecht, die een einde maakte aan de Spaanse Successieoorlog. De compositie bestaat uit zeven strofen, die alle eindigen met de zinsnede The day that gave great Anna birth / who fixed a lasting peace on earth. Deze zinsnede kan gelden als het refrein. De zeven strofen zijn op hun beurt verdeeld over negen delen. Het stuk is geschreven voor solisten, terwijl het refrein steeds gezongen wordt door vierstemmig koor. Het eerste deel van deze ode, Eternal source of light devine, verwijst niet toevallig zowel naar de vorstin als naar de eeuwige bron van licht, die het vredige koninkrijk zou beschijnen.